# Tři Dvory (Litovel)
Tři Dvory je vesnice, část města Litovel v okrese Olomouc. Nachází se asi 2,5 km na severovýchod od Litovle. Prochází tudy silnice II/447 z Litovle do Šternberka. V roce 2009 zde bylo evidováno 99 adres. V roce 2001 zde trvale žilo 268 obyvatel.
V obci sídlí výrobce těstovin Adriana a sýrárna Brazzale Moravia, působí zde sbor dobrovolných hasičů. Tři Dvory leží v katastrálním území Tři Dvory u Litovle o rozloze 2,9 km2.

## Historie
Obec vznikla německou kolonizací zeměpanské krajiny okolo nového města Litovle. Dokládá to listina datovaná 26. únorem 1291.
V ranních hodinách 16. března 2020, v době, kdy se Česká republika potýkala s pandemií nemoci covid-19, rozhodli hygienici, s ohledem na prudký nárůst pacientů s tímto onemocněním, o uzavření měst Uničova a Litovle spolu s jejich okolím. Policie oblast střežila a neumožnila nikomu do oblasti vstoupit, ani ji opustit. Jednou z takto zasažených vesnic byly i Tři Dvory. Uzavření oblasti skončilo 30. března.

## Obyvatelstvo

### Struktura
Vývoj počtu obyvatel za celou obec i  za jeho jednotlivé části uvádí tabulka níže, ve které se zobrazuje i příslušnost jednotlivých částí k obci či následné odtržení. 
| Místní části   | Místní části   | 1869 | 1880 | 1890 | 1900 | 1910 | 1921 | 1930 | 1950 | 1961 | 1970 | 1980 | 1991 | 2001 | 2011 |
| -------------- | -------------- | ---- | ---- | ---- | ---- | ---- | ---- | ---- | ---- | ---- | ---- | ---- | ---- | ---- | ---- |
| Počet obyvatel | část Tři Dvory | 307  | 291  | 312  | 314  | 324  | 357  | 367  | 312  | 344  | 319  | 284  | 257  | 268  | 219  |
| Počet domů     | část Tři Dvory | 37   | 48   | 52   | 55   | 56   | 62   | 69   | 79   | 77   | 86   | 80   | 90   | 88   | 92   |

## Galerie

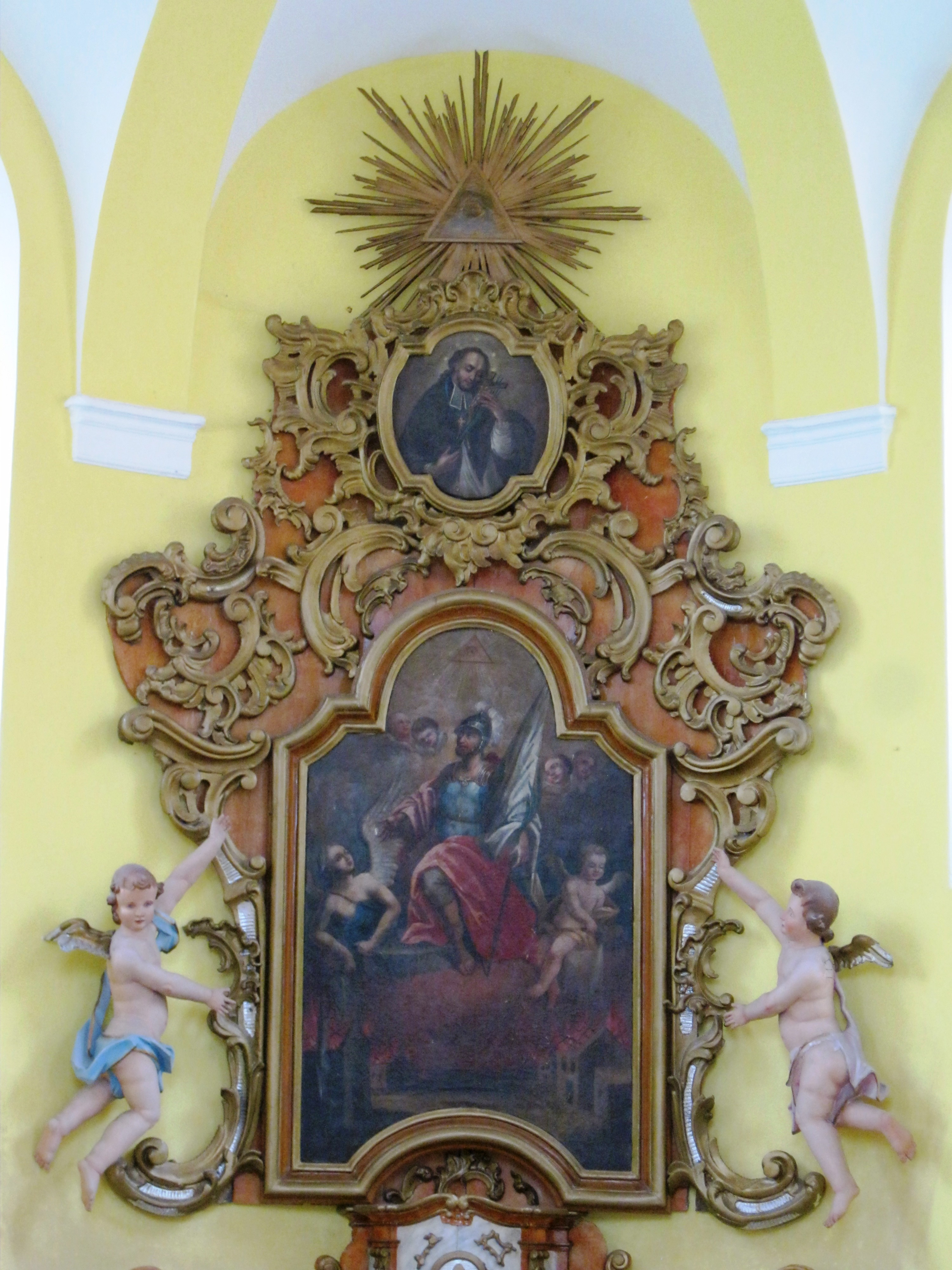
Oltář v kapli sv. Floriána
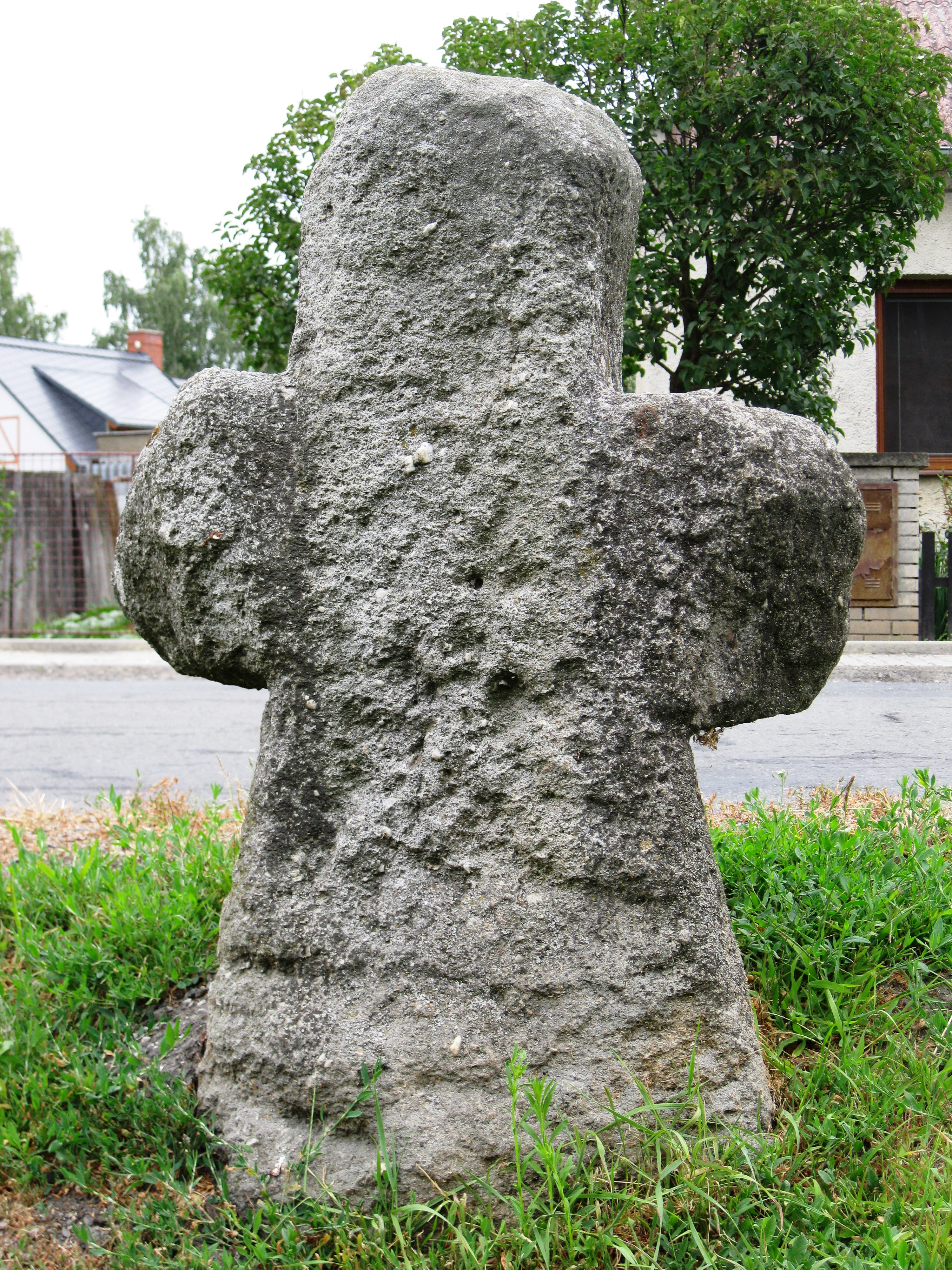
Smírčí kříž v obci